# Pekinška patka
Pekinška patka (serb. cyryl. Пекиншка патка, pol. Kaczka po pekińsku) – serbski (dawniej jugosłowiański) zespół punkrockowy z Nowego Sadu. Ich debiutancki album Plitka poezija (pol. Płytka poezja), wydany w 1980 roku, jest uważany za pierwszy punkrockowy album zespołu pochodzącego z Serbii. Będąc jednym z pierwszych punkowych zespołów w Jugosławii, odegrali główną rolę w „przetarciu szlaków” dla wielu późniejszych zespołów. Na swoim drugim i ostatnim albumie Strah od monotonije (pol. Strach przed monotonią), wydanym w 1981 roku, zwrócili się w stronę brzmienia post-punkowego i darkwave. Zespół rozpadł się w tym samym roku. W 2008 roku połączył się, by wystąpić na głównej scenie festiwalu Exit wraz z Sex Pistols, a w 2010 roku ponownie się połączyli, kontynuując swoją działalność.

## Historia

### Lokalne początki
Pierwszy oficjalny występ zespołu na żywo odbył się w grudniu 1978 roku w klubie 24 w Nowym Sadzie i natychmiast zyskał rozgłos wśród lokalnej publiczności z powodu zamieszania, jakie występ ten wywołał wśród pracowników klubu. Byli oni na tyle zszokowani występem, że postanowili go zatrzymać, odsyłając do domów tłum około 200 młodych ludzi. Bezpośrednim powodem było wykonanie przez zespół zaimprowizowanego wulgarnego punkrockowego coveru komunistycznej piosenki, zawierającej zmodyfikowany tekst „Brižit Bardo bere čičke; vidi joj se pola pičke” („Brigitte Bardot zbiera osty; wystaje jej pół cipki”).
Zespół oparł swój występ na melodyjnym punk rocku i publicznym wizerunku, opartym o energiczne występy na żywo z ciągłymi skokami i wirowaniem na scenie, co miało również silny wpływ na tłumy młodych ludzi. Będąc jedną z pierwszych grup w kraju o takim brzmieniu i stylu prezentowania się na scenie, wzbudzili zainteresowanie mediów jeszcze przed wydaniem jakiegokolwiek materiału. Nebojša Čonkić często wykorzystywał te występy w mediach do autopromocji, wygłaszając wymowne stwierdzenia, takie jak: „Jesteśmy pierwszą ważną rzeczą, która przytrafiła się jugosłowiańskiemu rockowi od czasów Ivo Robicia i Marko Novoselicia”. Celowo zabiegał także o kontrowersje związane z wywiadami, przykładowo poprzez nazywanie swojej grupy „pierwszym ortodoksyjnym zespołem punkowym”, co było sprzeczne z polityką rządzącego Związku Komunistów Jugosławii (SKJ), promującego w jugosłowiańskim społeczeństwie ateizm.
Zespół szybko uzyskał status kultowego wśród części młodzieży z Nowego Sadu, która wyraziła swoje oddanie, nanosząc w różnych miejscach miasta graffiti „Čonta je Bog” (Čonta jest Bogiem). Cała ta niekonwencjonalność przyciągnęła także uwagę lokalnych władz komunistycznych, które dostrzegały w ich działalności, brzmieniu i wyglądzie wywrotowy i buntowniczy potencjał do podżegania tłumów. W efekcie, pomimo dużego zainteresowania nie tylko miasta, ale także innych części Wojwodiny, zespół miał problemy z występami na żywo, z których wiele zostało odwołanych w dniu koncertu pod wpływem władz.
W grudniu 1978 roku Pekinška patka wystąpiła na ostatniej edycji BOOM Festival, który odbywał się w ich rodzinnym mieście od 1972 roku.

### Wzrost popularności i pierwsze płyty
W 1979 roku zespół wystąpił na festiwalu Omladina z piosenką „Bela šljiva” (pol. Biała śliwka). Główną nagrodę na festiwalu zdobyła Vesna Vrandečić, ale Pekinška patka otrzymała nagrodę publiczności. Cały ich występ był transmitowany w ogólnokrajowej telewizji, co było pierwszym występem telewizyjnym zespołu punkrockowego w Jugosławii. To podniosło ich rangę, jeśli chodzi o jugosłowiańskie wytwórnie płytowe; rozpoczęli negocjacje z wytwórnią PGP-RTB w sprawie debiutanckiego albumu, ale ostatecznie nie doszło do porozumienia. Zespół kontynuował grę i wkrótce zyskał szersze grono zwolenników w większych jugosłowiańskich miastach: Belgradzie, Sarajewie i Zagrzebiu. W końcu podpisali kontrakt z Jugotonem po tym, jak przedstawiciele wydawnictwa zobaczyli ich występy w zagrzebskim klubie Kulušić.
Pierwszym wydawnictwem Pekinškiej patki był winylowy 7-calowy (dwustronny) singiel „Bela šljiva”/„Biti ružan, pametan i mlad”, wyprodukowany przez Slobodana Konjovića. Względnie dobre przyjęcie tego singla oraz sprzedane 35 000 egzemplarzy, utorowały im drogę do rozpoczęcia nagrywania pełnowymiarowego, debiutanckiego albumu.
W październiku 1979 roku zespół został zaproszony do występu we wsi Stepanovićevo do występu podczas obchodów rocznicy zakończenia II wojny światowej. Grupa wykonała swoją standardową setlistę, a podczas koncertu członkowie zespołu dmuchali prezerwatywy i rzucali nimi w publiczność oraz przeklinali na scenie, co spotkało się z mieszanymi odczuciami: od szoku po zachwytu publiczności. Inny zespół punkrockowy, Gomila G (ocenzurowana wersja ich oryginalnej nazwy Gomila Govana, czyli Kupa Gówna) jako akt otwierający wykonał piosenkę „God save Martin Bormann”, co spowodowało, że władze oraz media zwróciły się przeciwko obu zespołom. Wkrótce po koncercie do Pekinškiej patki dołączył basista Gomila G. Borislav „Bora” Oslovčan, zastępując Dobanovačkę. Razem nagrali demo, składające się z siedmiu utworów, które zostało nieoficjalnie wydane dopiero w latach 90. W nowym składzie zespół wystąpił również podczas manifestacji Leto na Adi, która odbyła się na luksusowej tratwie w Ada Ciganlija, z piosenką „Poderimo rock”. Ponieważ tłum rzucił się na scenę i skakał, tratwa prawie zatonęła.
Album Plitka poezija, materiał punkrockowy z okazjonalnymi elementami ska i humorystycznymi tekstami, został ukończony jesienią 1979 roku, ale choroba prezydenta Jugosławii Josipa Broz Tito przesunęła jego wydanie na lato 1980 roku. Jego zapowiedzią był 7-calowy singiel, „Bolje da nosim kratku kosu” / „Ori, ori”. Cały materiał został nagrany w studiu Borisa Kovača pod Nowym Sadem, a wyprodukował go Slobodan Konjović, znany disc jockey ze stacji radiowej Studio B. Ostatecznie ich debiutancki album ukazał się w 1980 roku i sprzedał się w około 15 000 egzemplarzy, co Jugoton uznał za porażkę.
Jedna z pierwszych prezentacji nowego materiału na żywo miała miejsce na festiwalu w Splicie z zespołem Azra. W koncercie wzięło udział kilka tysięcy osób. Podczas tego koncertu stosunki pomiędzy członkami zespołu były nieco napięte. Niezadowolony z decyzji zespołu o wyjeździe na trasę koncertową po Bośni i Hercegowinie basista Oslovčan grał odwrócony plecami do tłumu, jednocześnie aktywnie sabotując przebieg wydarzeń, celowo nadając zespołowi jak najgorsze brzmienie.

### Zmiany w składzie, okres post-punkowy
Po wydaniu debiutanckiego albumu zespół przechodził kilka zmian personalnych, podczas których niektórzy członkowie zmieniali instrumenty, a inni całkowicie odeszli. Gitarzysta Kovačević wyraził chęć gry na saksofonie, więc przeniósł się na ten instrument, podczas gdy nowy członek Zoran „Bale” Bulatović, 17-letni członek Pečat, zajął wolne miejsce na gitarze. Drugi gitarzysta Prosenica i basista Oslovčan opuścili zespół. Oslovčana najpierw zastąpił Aleksandar „Caki” Kravić, a następnie były basista Srba Dobanovački, dopóki nie dołączył do zespołu Marinko Vukmanović. Miejsce Prosenicy pozostało wolne, więc zespół kontynuował grę tylko z jedną gitarą. Ten skład nie utrzymał się długo, ponieważ Kovačević opuścił grupę jesienią 1980 roku i założył własny zespół, Kontraritam.
Nowy skład wyruszył w udaną trasę po Bośni i Hercegowinie, która zakończyła się wyprzedanym koncertem w Skenderija Hall w Sarajewie. Zespół nagrał cover popularnego utworu Dragan Stojnić „Bila je tako lijepa” ze zmienionym tekstem i wydał go na singlu z „Buba-rumba” na stronie B. Kolejna wersja covera, tym razem hitu The Hollies „Stop! Stop! Stop!”, pojawiła się w programie „Rokenroler”, emitowanym w TV Belgrad. Piosenka została wykorzystana przez stację JRT (Jugoslav Radio Television) do reprezentowania Jugosławii na festiwalu Montreux Rose d’Or. Čonkić planował także nagranie „Hymnu do świętego Sawy”, co nie zostało zaakceptowane przez resztę zespołu.
W grudniu 1980 roku zespół wystąpił na festiwalu Grok w Nowym Sadzie. Zrobił wówczas dobre wrażenie, ale jednocześnie wywołał wrzawę, paląc egzemplarz gazety Borba. Podczas intro do piosenki „Biti ružan, pametan i mlad”, Čonkić powiedział, że piosenka została zadedykowana liderowi Bijelo dugme, Goranowi Bregovićowi. Wkrótce po koncercie dziennikarz Dnevnika Bogdan Četnik napisał artykuł, w którym domagał się całkowitego zakazu działalności zespołu.
Od października 1980 do marca 1981 zespół przygotował nowy materiał inspirowany Joy Division, The Stranglers, The Cure i Magazine. Zespół zmienił styl na post-punk i dark wave, prezentując inne brzmienie i obraz, co w większości nie wywołało tak dobrego kontaktu z publicznością jak ich debiut. Wydany w maju 1981 roku album Strah od monotonije sprzedał się w nakładzie około 8000 egzemplarzy.
Zespół występował rzadko, a ich ostatnie znaczące występy miały miejsce na dużym koncercie w Zagrzebiu Velesajam (występując tam z Riblją čorbą, Haustorem, Filmem, Prljavo kazalište, Leb i Sol, Parni valjakiem i innymi zespołami) oraz w Kalemegdan Park, który był ich ostatnim koncertem. Latem Čonkić został powołany do Jugosłowiańskiej Armii Ludowej i powrócił, Bulatović był już członkiem Luny, a Vukmanović założył popowy zespół Primavera.

## Notowania
Album Plitka poezija znalazł się w 1998 roku na 77 miejscu na liście 100 największych jugosłowiańskich albumów muzyki popularnej w książce YU 100: najbolji albumi jugoslovenske rok i pop muzike (YU 100: Najlepsze albumy jugosłowiańskiej muzyki rock i pop).
W 2000 roku piosenka „Bolje da nosim kratku kosu” znalazła się na 39 miejscu listy 100 jugosłowiańskich piosenek rockowych wszech czasów według serbskiego magazynu Rock Express. W 2006 roku ta sama piosenka znalazła się w ankiecie nr 22 na liście 100 najlepszych piosenek krajowych radia B92.